# Парам Вир Чакра
Парам Вир Чакра или Парамвир Чакра (хинди परमवीर चक्र, буквально орден За выдающийся героизм) — высшая военная награда Индии, которой награждаются индийские военнослужащие за проявление высшего героизма или самопожертвования перед лицом врага. Парам Вир Чакра служит для награждения только за поступки, совершённые в ходе боевых действий, её аналог в мирное время — Ашока Чакра, вручаемая за высший героизм или самопожертвование в любых других обстоятельствах.

## Условия награждения
Согласно уставу награды, Парам Вир Чакра вручается за «наиболее выдающуюся отвагу, отважный или исключительный акт героизма или самопожертвования перед лицом врага на суше, на море или в воздухе». Парам Вир Чакра может быть присвоена посмертно, возможны также повторные награждения. Награды может быть удостоен военнослужащий в любом звании, служащий военно-медицинского персонала или гражданское лицо, временно приписанное к Вооружённым силам Индии.
Кавалер Парам Вир Чакра получает право на добавление к своему имени аббревиатуры P.V.C. Лауреату также назначается государственное пособие в размере 1500 рупий в месяц, после его смерти наследуемое ближайшим родственником.
Согласно указу президента Индии, Парам Вир Чакра является второй по старшинству наградой Индии после Бхарат Ратна.

## История и описание
Дизайн Парам Вир Чакра был разработан по поручению первого премьер-министра Индии Джавахарлала Неру, который рассчитывал заменить новой наградой Крест Виктории, бывший высшей боевой наградой в Индии до получения ей независимости. Автором дизайна стала Савитри Кханолкар, художница и знаток индийской культуры венгерского происхождения. Первым кавалером новой награды по случайности стал деверь её дочери, майор Сомнатх Шарма, за героизм, проявленный за два года до этого в сражении у деревни Багдам в Кашмире. Помимо майора Шарма, ещё четырём индийским военнослужащим Парам Вир Чакра была присвоена ретроактивно, а в общей сложности за время существования награды число её кавалеров составляет 21, из них 14 (включая майора Шарму) — посмертно.
Наградной знак представляет собой бронзовый диск диаметром 3,49 сантиметра. В центре, на выпуклом круге, размещён герб Индии. Вокруг центрального изображения размещены четыре ваджры (легендарное божественное оружие Индры). На оборотной стороне знака вокруг незаполненного центра расположены слова «Парам Вир Чакра» на хинди и английском языке, разделённые двумя изображениями цветков лотоса. Знак крепится с помощью шарнира и скобы к одноцветной фиолетовой орденской ленте длиной 3,2 сантиметра.
При повторном награждении (на практике пока не было двукратных кавалеров) предусмотрено добавление планки на орденскую ленту, к которой прикреплён наградной знак, а при ношении ленты без наградного знака — добавление на неё миниатюрного изображения ваджры.

## Список награждённых[6]
| №          | Кавалер                                      | Часть                                              | Дата             | Место                                                 | Примечание |
| ---------- | -------------------------------------------- | -------------------------------------------------- | ---------------- | ----------------------------------------------------- | ---------- |
| IC-521     | Майор Сомнатх Шарма                          | 4-й батальон, Кумаонский полк                      | 3 ноября 1947    | Багдам, Кашмир                                        | Посмертно  |
| IC-22356   | Младший наик Карам Сингх                     | 1-й батальон, Сикхский полк                        | 13 октября 1948  | Титхвал, Кашмир                                       |            |
| SS-14246   | Младший лейтенант Рама Рагхоба Ране          | Инженерный корпус                                  | 8 апреля 1948    | Наушера, Кашмир                                       |            |
| 27373      | Наик Джадунатх Сингх                         | 1-й батальон, Раджпутский полк                     | Февраль 1948     | Наушера                                               | Посмертно  |
| 2831592    | Старший ротный хавильдар Пиру Сингх Шекхават | 6-й батальон, Раджпутанский стрелковый полк        | 17—18 июля 1948  | Титхвал                                               | Посмертно  |
| IC-8497    | Капитан Гурбахан Сингх Салария               | 3-й батальон, 1-й Гуркхский стрелковый полк        | 5 декабря 1961   | Элизабетвиль, Конго                                   | Посмертно  |
| IC-7990    | Майор Дхан Сингх Тхапа                       | 1-й батальон, 8-й Гуркхский стрелковый полк        | 20 октября 1962  | Ладакх, Индия                                         |            |
| JC-4547    | Субедар Джогиндер Сингх                      | 1-й батальон, Сикхский полк                        | 23 октября 1962  | Тонгпен Ла, Агентство Северо-Восточной границы, Индия | Посмертно  |
| IC-7990    | Майор Шайтан Сингх                           | 13-й батальон, Кумаонский полк                     | 18 ноября 1962   | Резанг Ла, Индия                                      | Посмертно  |
| 2639885    | Ротный хавильдар-квартирмейстер Абдул Хамид  | 4-й батальон, Гренадерский полк                    | 10 сентября 1965 | Чима, Пенджаб, Индия                                  | Посмертно  |
| IC-5565    | Подполковник Адрешир Тарапоре                | 17-й Пунский кавалерийский полк                    | 15 октября 1965  | Пхиллора, сектор Сиялкот, Пакистан                    | Посмертно  |
| 4239746    | Младший наик Альберт Экка                    | 14-й батальон, Гвардейская бригада                 | 3 декабря 1971   | Гангасагар, сектор Агартала, Индия                    | Посмертно  |
| 10877 F(P) | Пилот-офицер Нирмал Джит Сингх Секхон        | 18-я эскадрилья, ВВС Индии                         | 14 декабря 1971  | Сринагар, Кашмир                                      | Посмертно  |
| IC-25067   | Лейтенант Арун Кхетапал                      | 17-й Пунский кавалерийский полк                    | 16 декабря 1971  | Джарпал, сектор Шакаргарх, Пакистан                   | Посмертно  |
| IC-14608   | Майор Хошиар Сингх                           | 3-й батальон, Гренадерский полк                    | 17 декабря 1971  | Басантар, сектор Шакаргарх                            |            |
| JC-155825  | Наиб-субедар Бана Сингх                      | 8-й батальон, Джамму-Кашмирский полк лёгкой пехоты | 23 июня 1987     | Ледник Сиачен, Джамму и Кашмир, Индия                 |            |
| IC-32907   | Майор Рамасвами Парамешваран                 | 8-й батальон, Махарский полк                       | 25 ноября 1987   | Шри-Ланка                                             | Посмертно  |
| IC-56959   | Капитан Манодж Кумар Пандей                  | 1-й батальон, 11-й Гуркхский стрелковый полк       | 3 июля 1999      | Кхалубер, сектор Баталик, Каргил, Индия               | Посмертно  |
| 2690572    | Рядовой Йогендра Сингх Ядав                  | 18-й батальон, Гренадерский полк                   | 4 июля 1999      | Тигриная высота, Каргил                               |            |
| 13760533   | Рядовой Санджай Кумар                        | 13-й батальон, Джамму-Кашмирский стрелковый полк   | 5 июля 1999      | Высота 4875, Каргил                                   |            |
| IC-57556   | Капитан Викрам Батра                         | 13-й батальон, Джамму-Кашмирский стрелковый полк   | 6 июля 1999      | Высота 5140 и высота 4875, Каргил                     | Посмертно  |